# Långvik
Långvik is een plaats in de gemeente Värmdö in het landschap Uppland en de provincie Stockholms län in Zweden. De plaats heeft 536 inwoners (2005) en een oppervlakte van 99 hectare.